# Gotlands artilleriregemente
Gotlands artilleriregemente (A 7) var ett artilleriförband inom svenska armén som verkade i olika former åren 1887–2000. Förbandsledningen var förlagd i Visby garnison i Visby.

## Historik

### Bildandet
Gotlands artilleriregemente, eller som det från början hette № 4 Gotlands artillerikår, bildades den 1 januari 1887 genom att beväringsartilleriet avskiljdes från Gotlands nationalbeväring och bildade ett självständigt förband. Gotlands nationalbeväring bildades 1811 som ett resultat av rysk ockupation 1808 och genom en konvention antagen av gotlänningarna i december 1810 och som stadfästes av kung Karl XIII den 5 februari 1811. År 1861 omorganiserades Gotlands nationalbevärings artilleribeväring till № 4 Gotlands nationalbevärings artillericorps.
Den kan dock sägas ha sitt ursprung i den artillerikår som redan tidigare funnits på Gotland. Anders Sparrfelt som var landshövding på Gotland 1710 lät som förberedelse inför en möjlig rysk invasion av ön med hjälp av några officerare som flytt från Estland och värvade artillerister sätta upp en artillerikår om en löjtnant, en fänrik, två underofficerare och 25 meniga. År 1720 bestod styrkan av 36 man. År 1721 fastställdes en ny stat varvid artilleriet på Gotland bestämdes till att omfatta tre officerare, åtta underofficerare och 60 meniga. Huvuddelen av dessa förlades i Visby medan en mindre del bemannade Karlsvärds fästning. Redan året därpå minskades dock styrkan till hälften. Under Jacob von Hökerstedts tid som landshövding 1739 ökades truppen igen och bestod vid utbrottet av hattarnas ryska krig av 60 man. Efter krigsutbrottet beslutades om att en bataljon om 400 man bestående av fyra kompanier skulle sättas upp på ön. Dessa värvningar var klara 1742, och delar av bataljonen sändes 1743 för att slå ned dalupproret och senare var stora delar av bataljonen kommenderad till Skåne och Göteborg för att avvärja ett möjligt danskt angrepp. Omkring 250 man ut bataljonen deltog i Pommerska kriget. År 1763 minskades bataljonen med 20 man per kompani, och huvuddelen kom att kommenderas till Sveaborg, där den 1783 kom att uppgå i Finska artilleribrigaden. Kvar på Gotland blev en mindre enhet om två officerare, två sergeanter, en trumslagare och 40 meniga. År 1791 avsändes de sista resterna av truppen för att ingå i överstelöjtnant Gyllenstiernas kompani i Finland och 1792 såldes och sändes de sista resterna av krigsmaterial iväg från ön.
Då Rudolf Cederström efter att ha befriat Gotland från den ryska ockupationen 1808 avseglade stannade en bataljon ur Jönköpings regemente och ett batteri ur Wendes artilleriregemente kvar på ön. De återsändes 1809 men sedan Sverige inträtt i kontinentalsystemet och hamnat i krig med Storbritannien sändes snabbt en bataljon ur Jönköpings regemente till ön. Ett artilleriförband lett av kapten Johan Henrik von Vicken om fem subalternofficerare, fem underofficerare, fyra konstaplar, en trumslagare och 100 meniga sattes även upp. Redan hösten 1811 drogs dock delar av trupperna tillbaka och kort därefter reducerades artillerikompaniet till 38 man.
Vid bildandet av Nationalbeväringen 1811 skapades två kompanier åkande artilleri och ett kompani positionsartilleri, i vilka endast beväringar från Visby ingick. Under övningarna kom det att ledas av stamanställda ur artillerikommenderingen, men hade egna underofficerare och konstaplar. 1816 tillsattes en artilleribefälhavare på Gotland. Det gjorde befälsordningen otydlig då beväringsartilleriet fortfarande var del av Nationalbeväringen men positionsartilleriet lydde under sitt eget regemente och inte var underordnat dess befälsstruktur. Vid omorganisationen av svenska artilleriet 1830 blev 2. depåkompaniet av Svea artilleriregemente förlagt till Visby. Dessa ingick inte i Nationalbeväringen men var underställda militärbefälhavaren på Gotland. 1861 överfördes 2. depåkompaniet till Nationalbeväringen och bildade tillsammans med artilleribeväringen Gotlands National Bevärings Artillierie Corps.

### Rangordningen

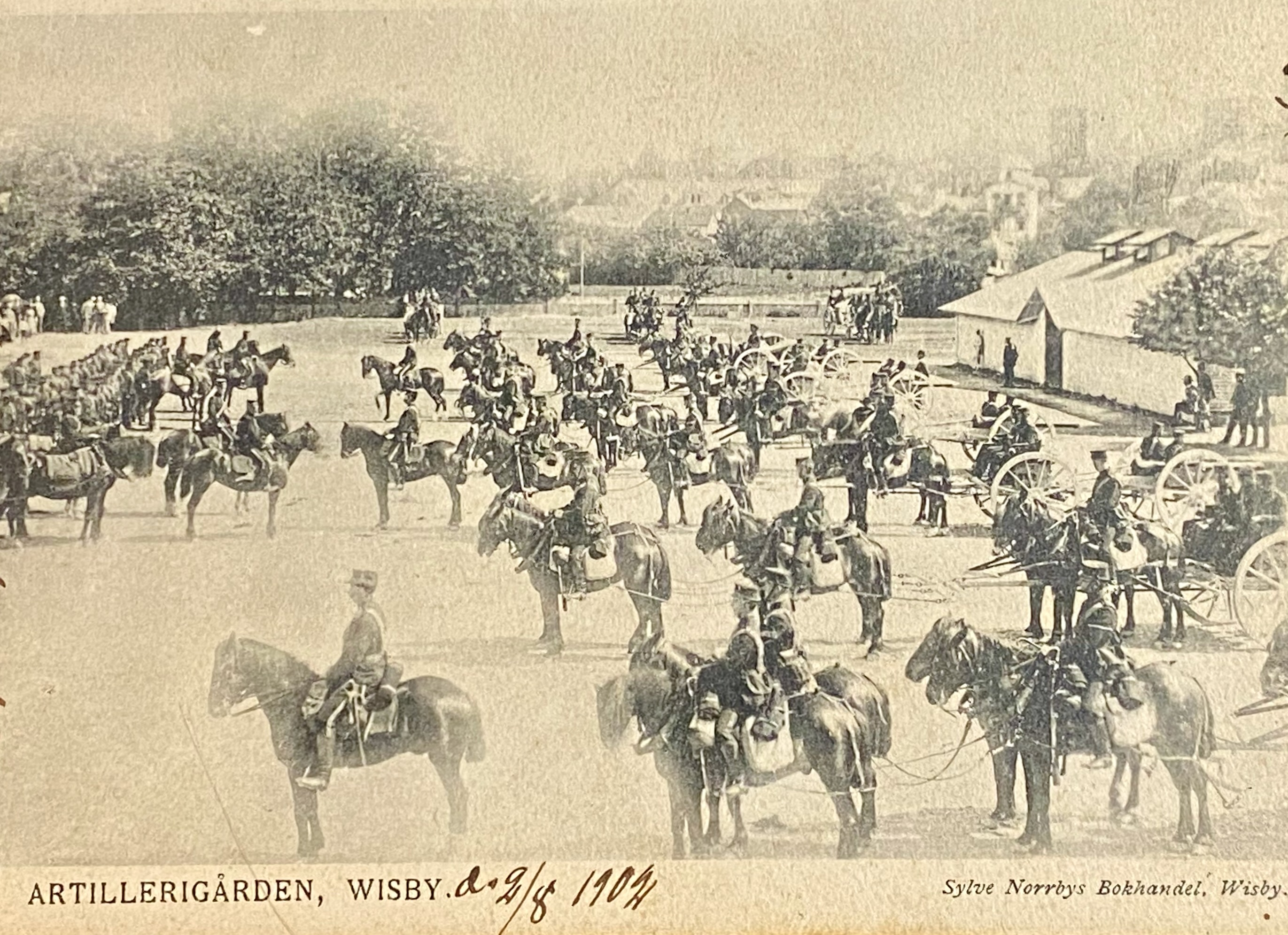
Artillerigården, Visby. Vykort daterat 1902.

När artillerikåren bildades 1887 som ett självständigt förband bestod kåren av två batterier, samt ett fästningskompani med en stamtrupp på 100 man. Vid sidan om artillerikåren bildades även Gotlands infanteriregemente. Namnet Gotlands nationalbeväring kvarstod dock som samlingsbegrepp för de båda förbanden fram till 1892 års försvarsbeslut, då samma regelverk för värnplikten på fastlandet infördes. År 1892 erhöll artillerikåren namnet № 7 Gotlands artillerikår. Det med anledning att det planerade Norrlands artilleriregemente skulle överta platsen i rangordningen och därmed även numreringen.

### Ordningsnumret
I samband med 1914 års härordning justerades 1914 samtliga ordningsnummer inom armén. För Gotlands artillerikår innebar det att artillerikåren blev tilldelad beteckningen A 7. Justeringen av beteckningen gjordes för att särskilja regementen och kårer mellan truppslagen. Det med bakgrund till att namn och nummer som till exempel № 3 Livregementets grenadjärkår och № 3 Livregementets husarkår kunde förefalla egendomliga för den som inte kände till att förbanden ifråga tillhörde skilda truppslag.

### 1974 års regeringsform
I samband med att 1974 års regeringsform trädde i kraft den 1 januari 1975, ändrades namnet från Kungliga Gotlands artillerikår till enbart Gotlands artillerikår. Samtidigt fråntogs Konungen den formella rollen som högste befälhavare för krigsmakten, vilket även kom att gälla rollen som förbandschef över gardesförbanden. Från den 1 januari 1975 blev monarken istället hederschef över gardesförbanden.

### OLLI-reformen
I samband med OLLI-reformen, vilken genomfördes inom försvaret åren 1973–1975, bildades A-förband samt B-förband. A-förbanden var regementen som tillfördes ansvaret för ett försvarsområde, och B-förbanden var ett utbildningsregemente. I Gotlands fall så särskilde det sig jämfört med indelningen på fastlandet. Detta då det tidigare VII. militärområdet omorganiserats 1966 till Gotlands militärkommando (MKG). Militärkommandot utgjorde en särskild ledningsorganisation inom Östra militärområdet, men hade inte det samlade förvaltningsansvaret över ön. Vidare leddes det fackmässiga mobiliseringen på förbandsnivå. Genom reformen tillfördes hela mobiliserings- och materialansvaret inom militärkommandot, detta oavsett försvarsgren. Detta medförde att Gotlands artillerikår som ingick i Gotlands militärkommando (MKG) kom att bli ett B-förband (utbildningsregemente). Genom reformen antog kåren den 1 juli 1975 det nya namnet Gotlands artilleriregemente.

### Försvarsbesluten
Inför både försvarsbeslutet 1977 och försvarsbeslutet 1982 undantogs Gotlands artilleriregemente för utredning av Försvarets rationaliseringsinstitut. Vid 1977 års försvarsbeslut undantogs Gotlands artilleriregemente på grund av regionalpolitiska förhållanden. Istället ansåg Försvarets rationaliseringsinstitut att Smålands artilleriregemente (A 6) med Artilleriets kadett- och aspirantskola (ArtKAS) samt miloverkstaden i Jönköping skulle avvecklas. Överbefälhavaren och chefen för armén ansåg dock att inget artilleriregemente skulle avvecklas. Dock så föreslog Försvarets rationaliseringsinstitut i sin utredning att ge överbefälhavaren i uppdrag att pröva en vidareutveckling av OLLI-organisationen. I en vidareutveckling ville man slå samman Gotlands regemente (P 18), Gotlands artilleriregemente (A 7) och Gotlands luftvärnsbataljon (Lv 2) till ett arméregemente.
Inför 1982 års försvarsbeslut undantogs Bodens artilleriregemente, Gotlands artilleriregemente, Norrlands artilleriregemente, Wendes artilleriregemente samt Bergslagens artilleriregemente från granskning gällande att finna en kostnadsreducering inom artilleriet. Att Gotlands artilleriregemente undantogs från utredning om avveckling, var dels på grund av regionalpolitiska skäl men även krav på krigsorganisationens beredskap och mobilisering. Den sammanslagning som regeringen föreslagit för riksdagen i det förra beslutet hade inte genomförts. Vilket fick regeringen återigen att föreslå för riksdagen om att slås samman staberna för Gotlands regemente, Gotlands artilleriregemente och Gotlands luftvärnsbataljon med staben för Gotlands militärkommando och bilda en myndighet från den 1 juli 1982.
Genom försvarsbeslutet 1992 kom Gotlands regemente, Gotlands artilleriregemente och Gotlands luftvärnskår att avskiljas från militärkommandot och bildade från den 1 juli 1994 självständiga förband. Militärkommandot kom istället att enbart leda all verksamhet på Gotland, som på fastlandet löstes av försvarsområdesstaber, fördelningsstaber och marinkommandostaber.
Inför försvarsbeslutet 2000 föreslog regeringen i sin proposition 1999/2000:30 att endast ett artilleriregemente skulle kvarstå i grundorganisationen. De regementen som regeringen ville avveckla var bland annat Gotlands artilleriregemente. Detta med bakgrund till att regeringen ansåg det olämpligt att centralisera artilleriutbildningen till Gotland, inte minst beroende på investeringsbehov och de begränsade möjligheterna till långsiktig personalförsörjning. Kvar inom artilleriet i den nya grundorganisationen blev Bergslagens artilleriregemente, detta då regeringen ansåg att regementet hade de bästa förutsättningarna för att långsiktigt utbilda och öva artilleriförband. Den 30 juni 2000 avvecklades Gotlands artilleriregemente. Från den 1 juli 2000 övergick verksamheten till en avvecklingsorganisation, fram till att avvecklingen skulle vara slutförd senast den 31 december 2001. Avvecklingsorganisationen upplöstes i sin tur den 30 juni 2001, då avvecklingen av förbandet var slutförd.

## Verksamhet
År 1901 omorganiserades kåren och tillökades så att den uppgick till tre batterier och ett positionskompani med en styrka av 21 officerare, 14 underofficerare, fyra civilmilitärer och 156 man fast anställda. Under 1990-talet ansvarade regementet för att utbilda fördelningsartilleristab- och bataljoner samt brigadartilleribataljoner och pansarbataljonsartilleri ingående i Gotlands militärkommando. I samband med att Svea artilleriregemente avvecklades, överfördes primära vapensystemet vid regementet, haubits 77A, till Gotlands artilleriregemente.

### Utbildningskompanier
- 21. kompaniet – Wisborgs kompani
- 22. kompaniet – Stålhatts kompani
- 23. kompaniet – Carlswärds kompani

## Förläggningar och övningsplatser

### Förläggning
Till regementets första förläggningsplats räknas en förläggning på S:t Hansgatan 19, där 44 man ur den värvade delen av förbandet förlades från den 8 november 1839. Detta för att råda bot på de eländiga bostadsförhållandena för många av soldaterna innan dess hade. Officerarna skaffade sig dock vanligen fortfarande privat inkvartering i Visby och för soldaterna ur nationalbeväringen anordnades ingen inkvartering. Kasernen på Sankt Hansgatan var i bruk fram till 8 juni 1889 då de sista soldaterna lämnade byggnaden, vilken då var rejält nedgången. År 1886 uppläts före detta Graham Brothers mekaniska verkstad som senast varit tändsticksfabrik på Hamnplan 1 till Gotlands artillericorps. De första soldaterna flyttade in redan samma år men efter om- och tillbyggnad inför ombildandet inrymdes här officersmäss, manskapsmatsal, sex logement, bostäder för styckjunkarna, sjukrum med mera.
Tyghuset fanns ända sedan 1811 vid den så kallade artillerigården vid Södertorg. Här fanns även officers- och underofficersarrest. Ett nytt tyghus uppfördes 1832 utanför Kajsarporten, och det gamla tyghuset ändrades 1865 till exercishus och gymnastiksal. År 1811 uppfördes ett krutförråd och 1836 ett projektilförråd på Hospitalsbetningen. Tidigare hade krutet förvarats i Kruttornet. Till förråd utnyttjades från 1832 även byggnaderna på Bränneritomten (Strandgatan 12-14).
År 1903 började ett nytt kasernetablissement uppföras vid Korsbetningen och 1904 kunde stallet och ridhuset där tas i bruk. Den 13 april 1909 flyttade regementet under högtidliga former över till kasernetablissementet på Östra Hansegatan 28. Vid Östra Hansegatan var förbandet förlagda fram till den 30 juni 1986, då det från den 1 juli 1986 samlokaliserades med Gotlands regemente på Langs väg 4. Den 24 maj 1986 hölls en avslutningsceremonin vid Östra Hansegatan. Vid Gotlands regemente flyttade regementet in i Kasern 1, vilket uppmärksammades genom en ceremoni den 7 oktober 1988.

### Övningsplatser
Regementets första övningsplats var förlagd till 18 km nordost om Visby i Martebo myr. Från den 1 augusti 1898 vapenövades regementet på Tofta skjutfält, cirka 6 km söder om Visby.

## Heraldik och traditioner
Gotlands artilleriregemente traditioner bevaras sedan 1 juli 2000 av Artilleriregementet. Åren 2000–2005 bevarades dess minne genom Gotlands regemente (P 18). En särskild manifestation skedde på avvecklingsdagen och marsch genomfördes genom Visby med besök vid ett antal "A 7-platser". Avslutningsceremonin skedde i Donnershage med bland annat överlämning av A 7:s standar till Artilleriregementet. Vid tapto skedde avtäckning av den minnessten som placerats framför Gotlands regementes kanslihus.

### Förbandsstandar
Regementet tilldelades sitt förbandsstandar av kung Gustav V på hans födelsedag den 16 juni 1938. Efter att Svea artilleriregemente avvecklades den 31 december 1997, överfördes dess standar samt traditioner till Gotlands artilleriregemente. Gotlands artilleriregemente förde standaret vid sidan om sitt eget fram till att det avvecklades den 30 juni 2000. Svea artilleriregementes standar övertogs av Artilleriregementet.

### Kamratförening
Vid Gotlands artilleriregemente bildades den 12 september 1937 kamratföreningen Gotlands artilleriregementes kamratförening, vilken är en ideell förening och har som syfte att vara en länk och samlingsplats mellan anställda eller värnpliktiga som tjänstgjort vid Gotlands artilleriregemente, vidare vårdar föreningen förbandets minne och traditioner. Åren 1963–1994 var kamratförening gemensam med Gotlands luftvärnskår.

### Utmärkelsetecken
Vid regementet instiftades Gotlands artilleriregementes förtjänstmedalj i guld och silver (GotartregGM/SM) åren 1959. Bandet: Kluvet i grönt, rött och grönt. År 2000 instiftades Gotlands artilleriregemente minnesmedalj i silver (GotlartregMSM). Bandet: Kluvet i rött, grön och rött.

## Förbandschefer
Åren 1860–1975 betitlades förbandschefen kårchef. Åren 1975–2000 betitlades chefen regementschef. Åren 1860–1886 var förbandschefen underställd chefen för Gotlands nationalbeväring, åren 1982–1994 var förbandschefen underställd chefen Gotlands militärkommando.

- 1860–1868: Överstelöjtnant Christer d'Albedyhll
- 1868–1879: Överstelöjtnant Carl Edvard af Chapman
- 1879–1884: Överstelöjtnant Thiodolf Bernhard Borgh
- 1884–1886: Överstelöjtnant Frans Thomas Schartau
- 1887–1894: Överstelöjtnant Frans Thomas Schartau
- 1894–1895: Överstelöjtnant Victor Meurling
- 1895–1906: Överste Alexander von Strussenfelt
- 1906–1909: Överstelöjtnant Gabriel Axel Torén
- 1909–1911: Överstelöjtnant Karl Toll
- 1911–1913: Överstelöjtnant Axel Breitholtz
- 1913–1915: Överstelöjtnant John Améen
- 1915–1919: Överstelöjtnant Bo Tarras-Wahlberg
- 1919–1926: Överstelöjtnant Bertil Lilliehöök
- 1926–1927: Överste Georg Ohlson
- 1928–1931: Överste Gunnar Salander
- 1931–1934: Överstelöjtnant Per Falk
- 1934–1939: Överste Carl-Gustaf Hamilton
- 1939–1941: Överstelöjtnant Gustaf Dyrssen
- 1941–1943: Överste Curt Kempff
- 1943–1945: Överste Bert Carpelan
- 1945–1947: Överste Thorsten Berggren
- 1947–1949: Överste Arvid Eriksson
- 1949–1953: Överste Nils Söderberg
- 1953–1959: Överste Göran Schildt
- 1959–1970: Överste Tore Deutgen
- 1970–1974: Överste Stig Nihlén
- 1974–1975: Överstelöjtnant Karl-Erik Kennerby
- 1975–1978: Överste Carl Areskoug
- 1978–1980: Överste Reinhold Lahti
- 1980–1982: Överste Helge Gard [h]
- 1982–1990: Överstelöjtnant Curt-Christer Gustafsson [i]
- 1990–1991: Överste Hans Dellner [j]
- 1991–1992: Överstelöjtnant Kjell Plantin [k]
- 1992–1999: Överste Olof Bjurström [l]
- 1999–2000: Överstelöjtnant Sven-Åke Asklander
- 2000–2000: Överstelöjtnant Bo Hansson

## Namn, beteckning och förläggningsort
| Gotlands nationalbevärings artilleribeväring | 1811-02-05 | – | 1861-07-15 |
| Gotlands nationalbevärings artillericorps    | 1861-07-16 | – | 1886-12-31 |
| Kungl. Gotlands artillerikår                 | 1887-01-01 | – | 1974-12-31 |
| Gotlands artillerikår                        | 1975-01-01 | – | 1975-06-30 |
| Gotlands artilleriregemente                  | 1975-07-01 | – | 1982-06-30 |
| Gotlands artilleriregemente                  | 1994-07-01 | – | 2000-06-30 |
| Avvecklingsorganisation                      | 2000-07-01 | – | 2001-06-30 |

| –    | 1811-02-05 | – | 1861-07-15 |
| № 4  | 1861-07-16 | – | 1892-12-31 |
| No 7 | 1893-01-01 | – | 1914-09-30 |
| A 7  | 1914-10-01 | – | 1982-06-30 |
| A 7  | 1994-07-01 | – | 2000-06-30 |

| Visby garnison (F)  | 1943-07-01 | – | 2000-06-30 |
| Martebo myr (Ö)     | 1888-??-?? | – | 1898-??-?? |
| Tofta skjutfält (Ö) | 1898-08-01 | – | 2000-06-30 |

## Galleri

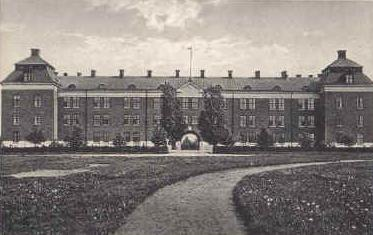
Kanslihuset och Kasern I ca 1910-tal. Uppförd 1909.
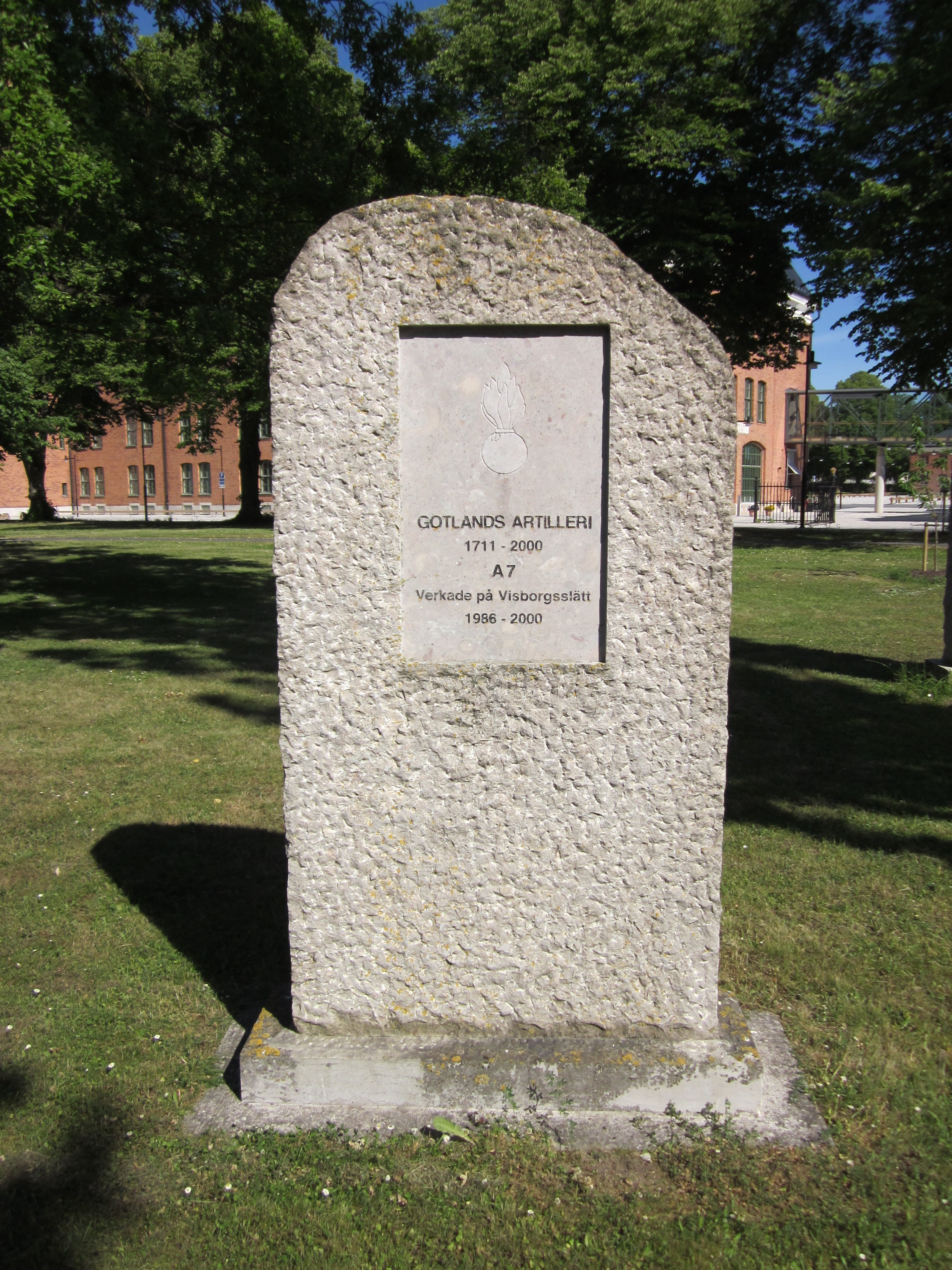
Minnessten utanför P 18 för Gotlands artilleri. Texten lyder: "GOTLANDS ARTILLERI 1711-2000, A 7, Verkade på Visborgsslätt 1986-2000."
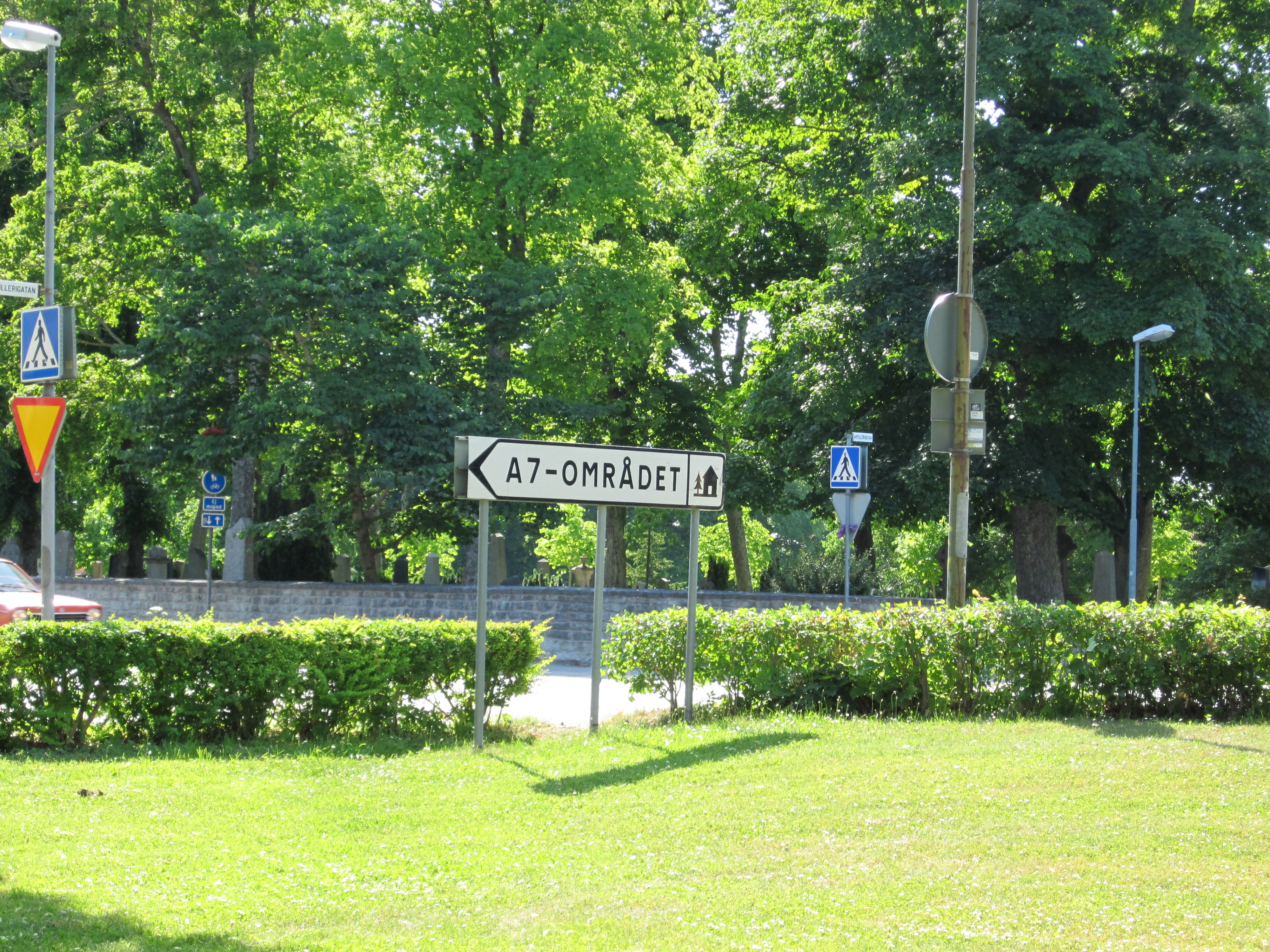
Skylt vid infarten till A 7. Skylten är belägen vid Östra Hansegatan där projektilförrådet/bastun låg tills den revs 1975. Östra kyrkogården i bakgrunden.
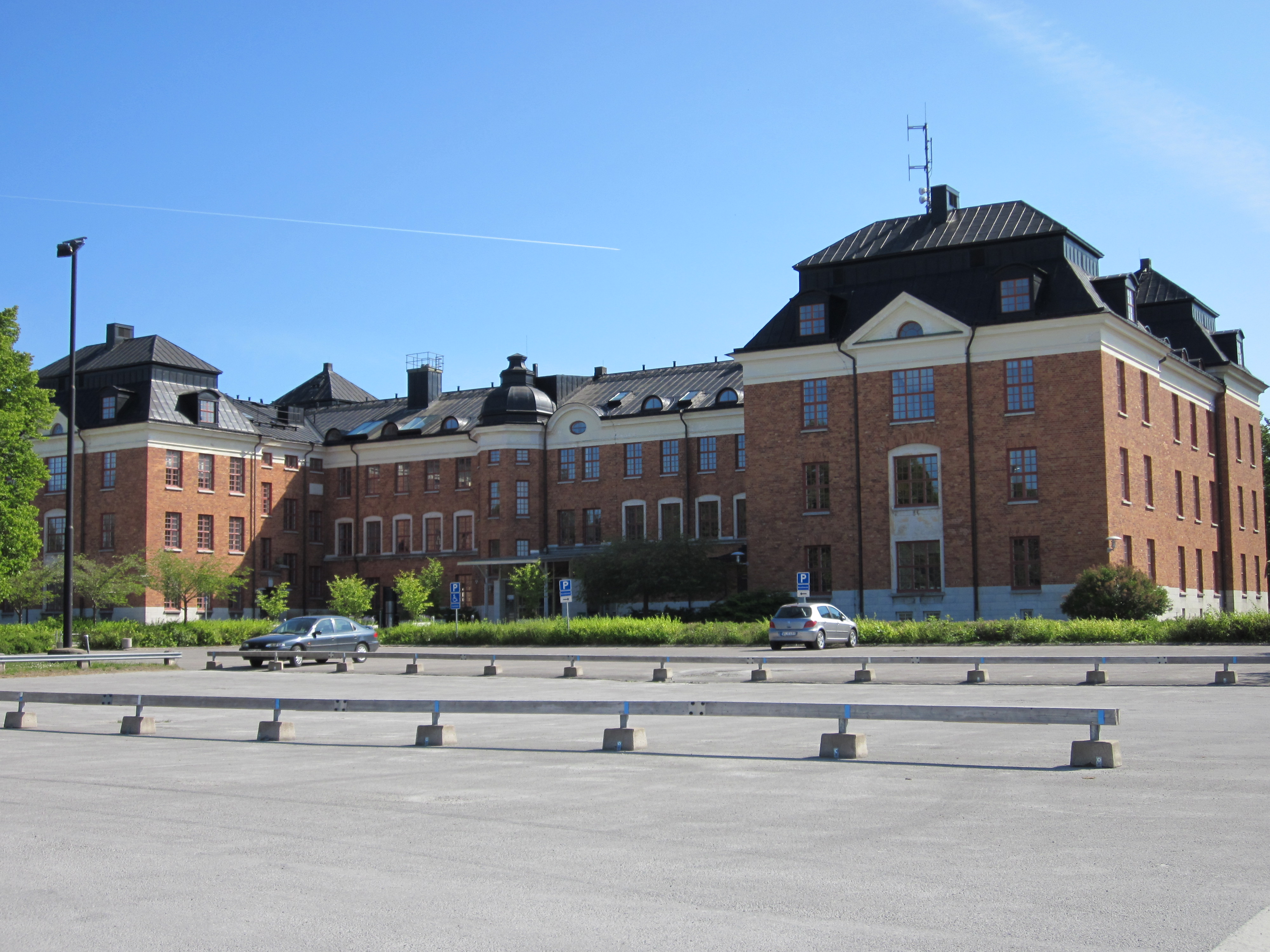
Kanslihuset och Kasern I vid Korsbetningen år 2009. Byggnaden inrymmer numera bland annat Skatteverket och Kronofogdemyndigheten.
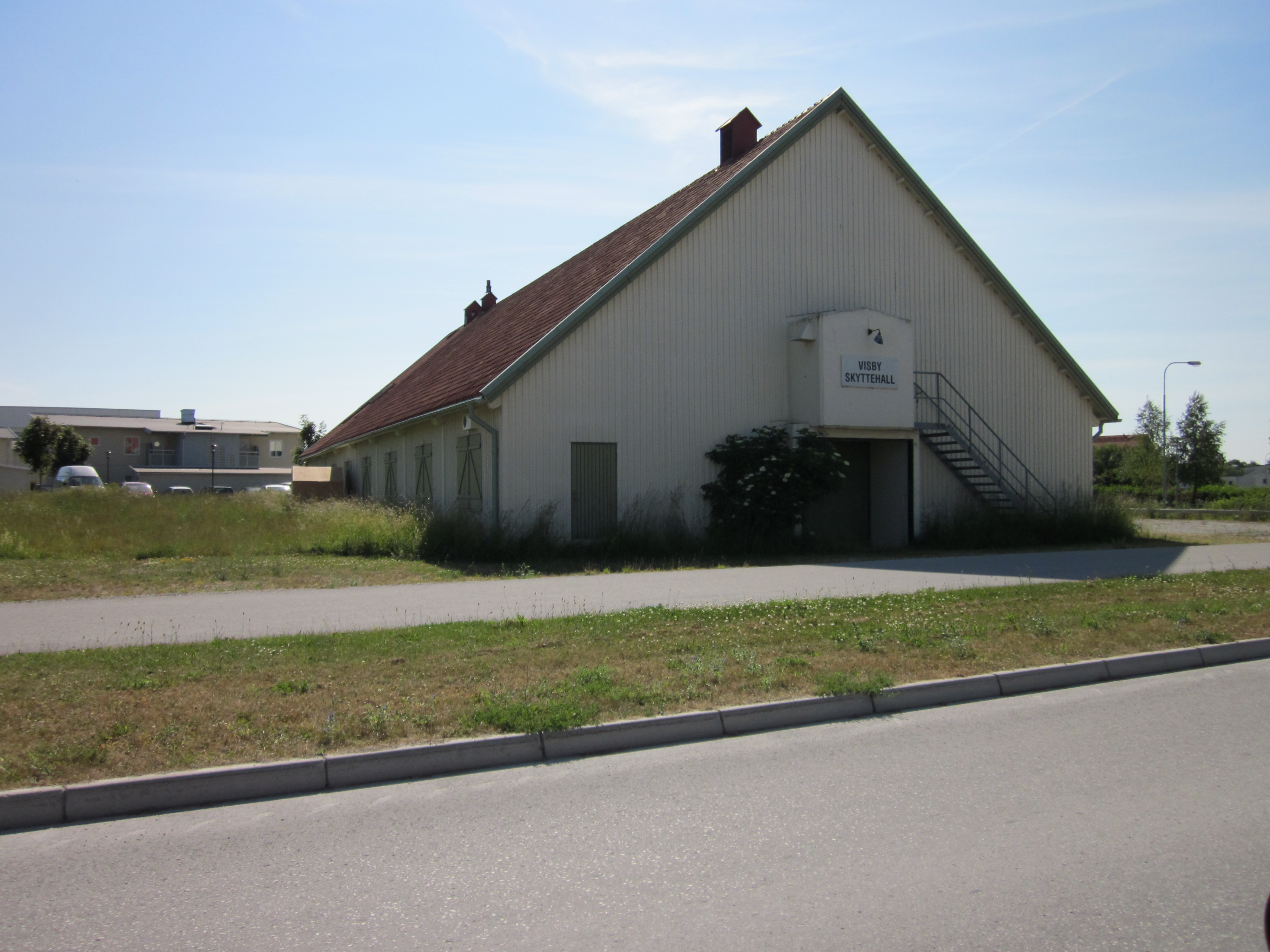
Artillerihallen, uppförd 1944.
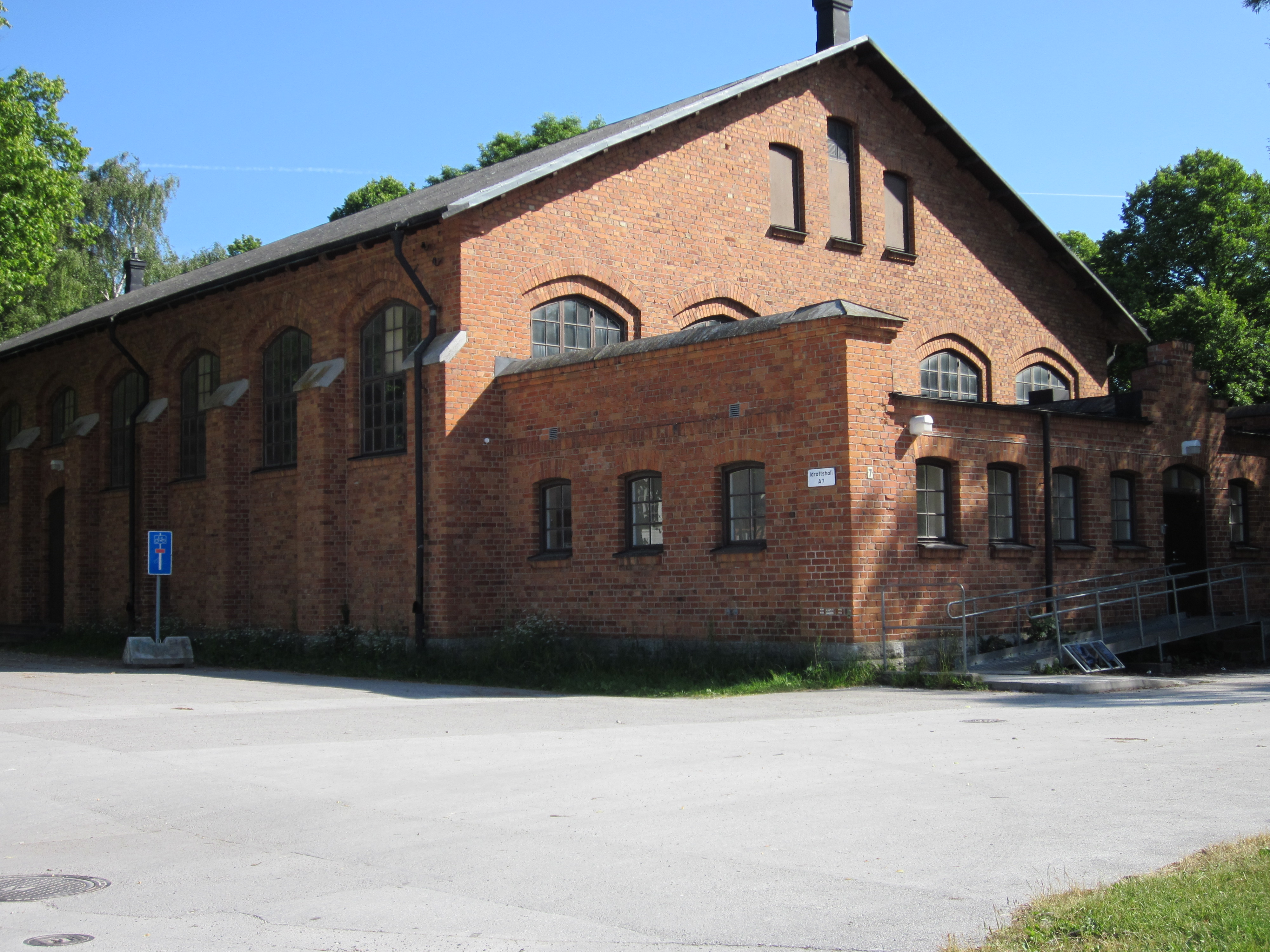
Gymnastikhuset, uppfört 1909.
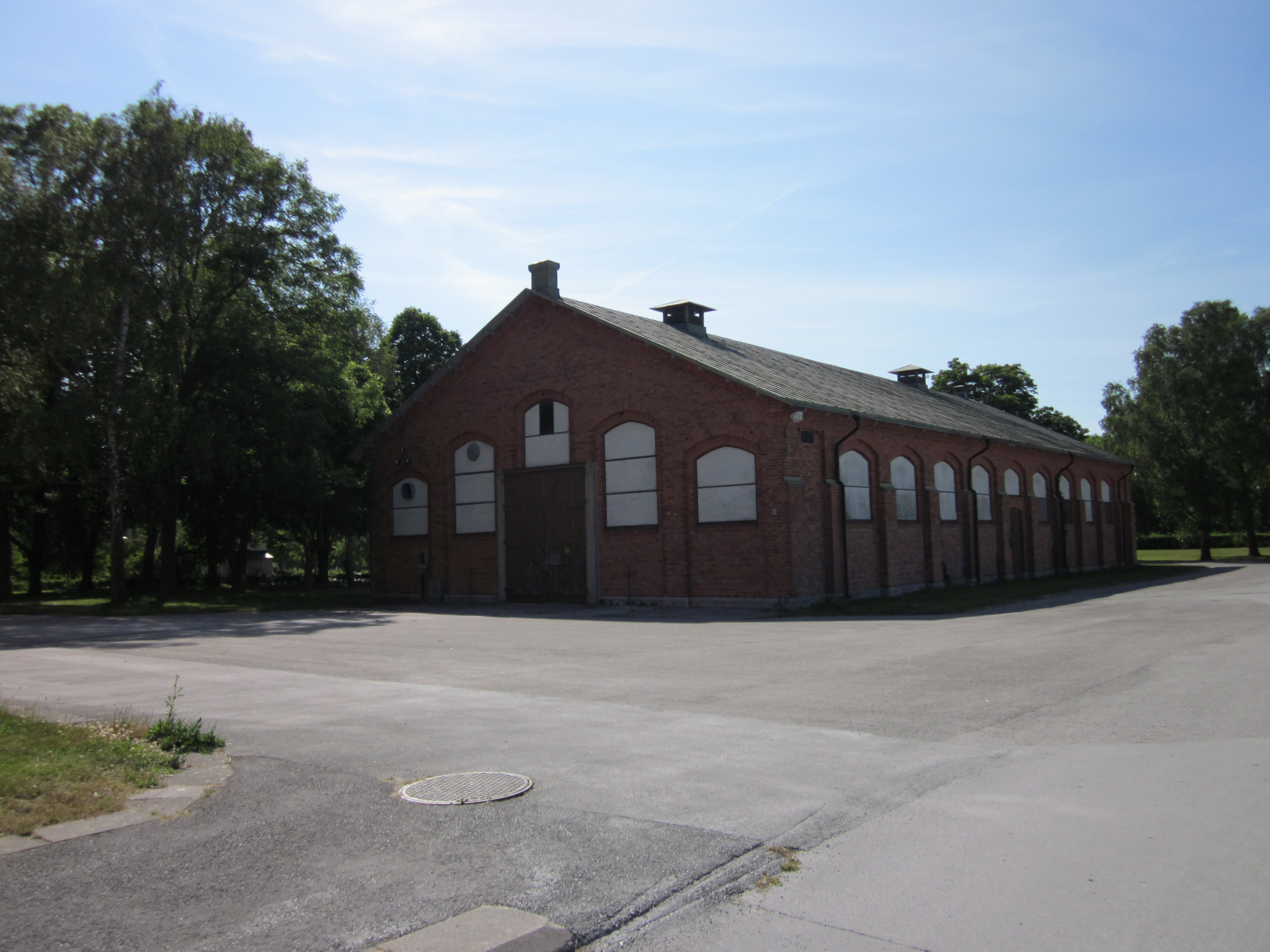
Ridhuset, uppfört 1909. Användes till 1957/1958 då det inreddes till vård- och pjäshall.
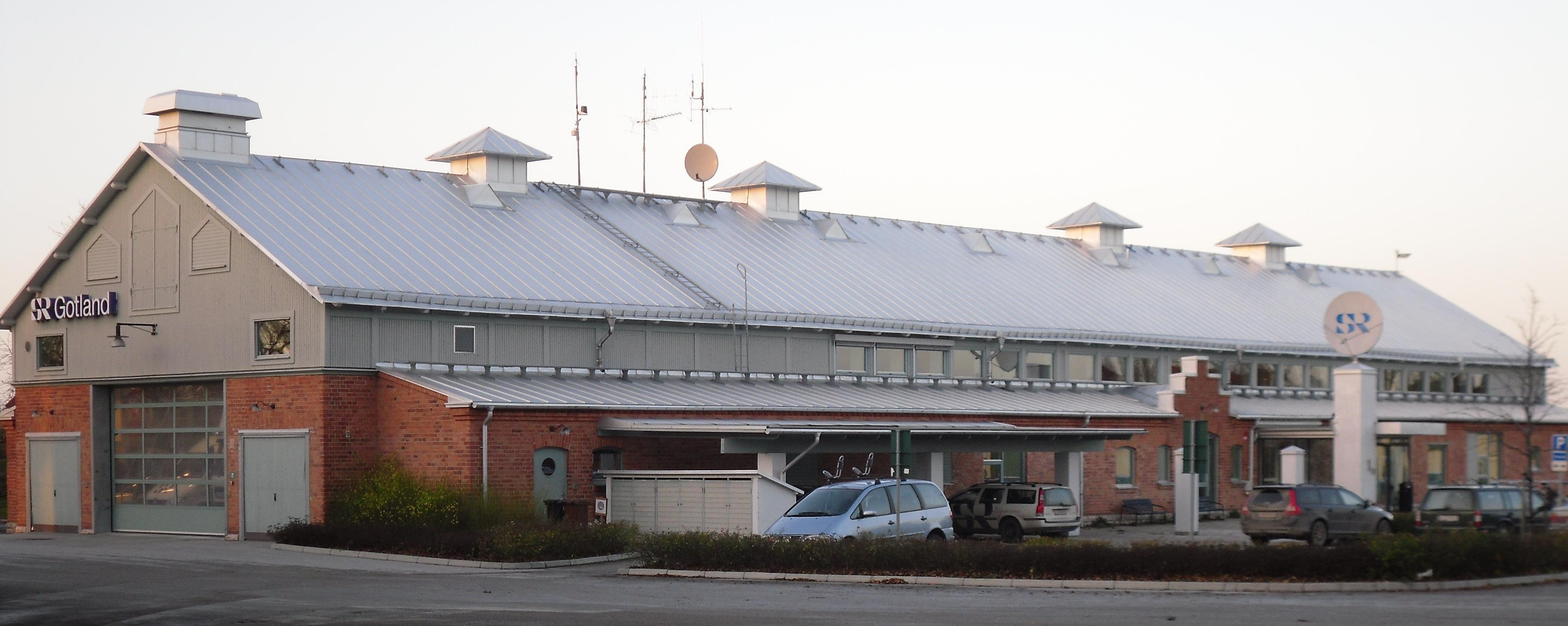
Vinterstall/Centralt intendenturförråd, uppfört 1903/1904. Numera disponerad av SR Gotland.
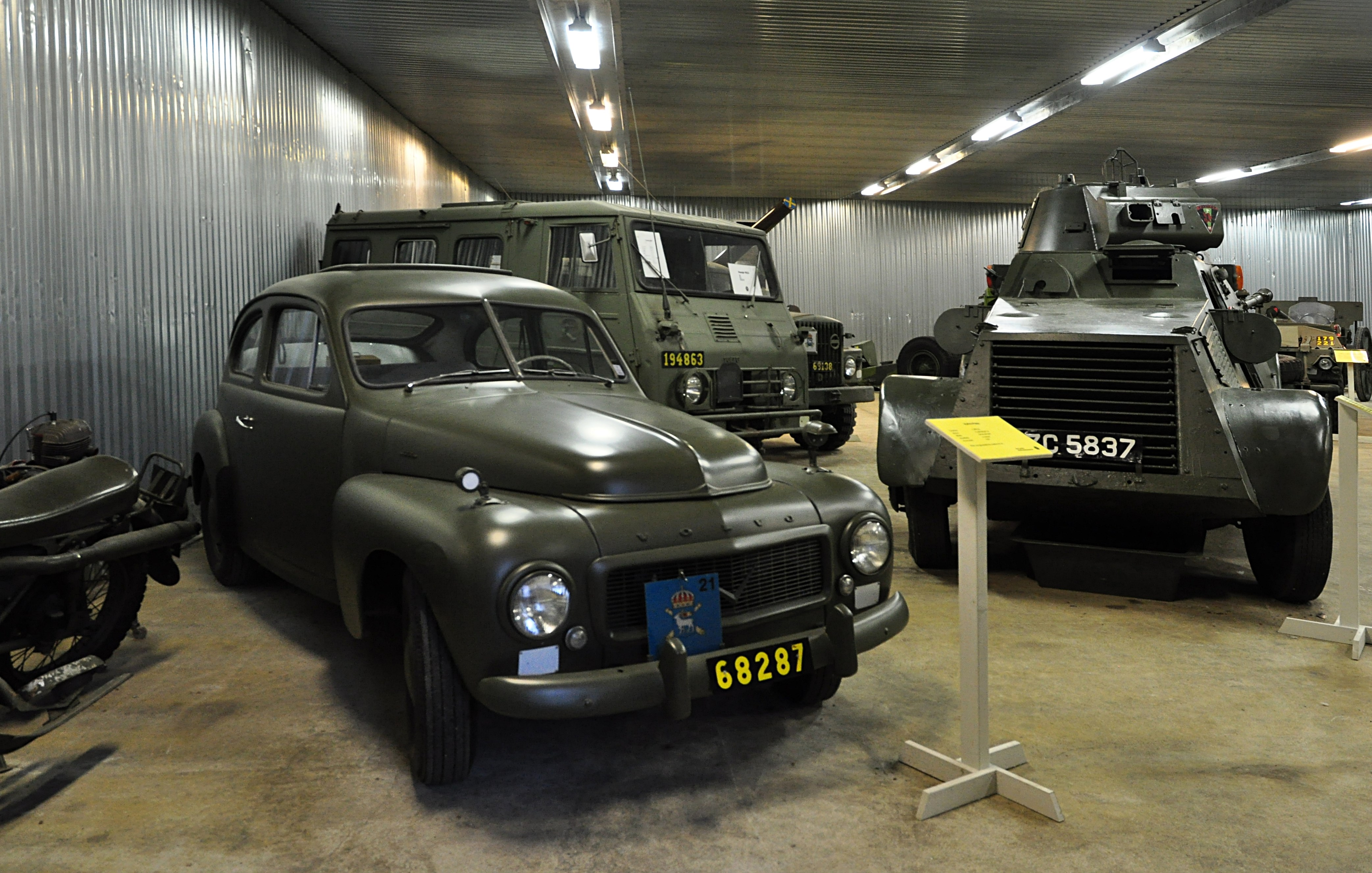
Volvo P444, bilen fanns vid Transportcentralen på A 7.. Bilen finns numera i Gotlands försvarsmuseum i Tingstäde.
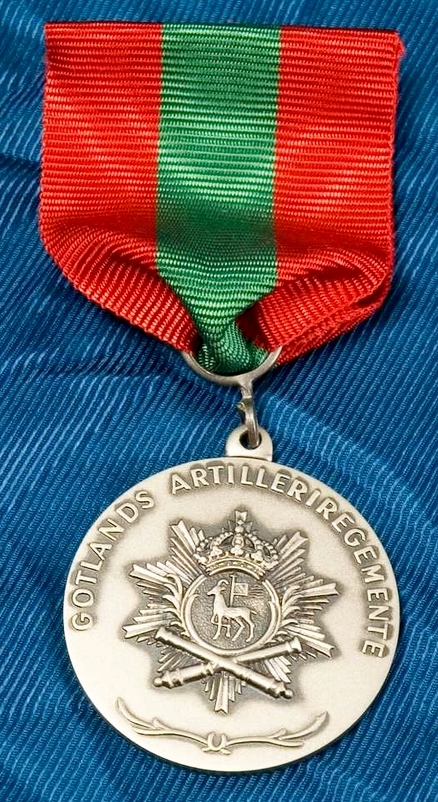
Minnesmedalj m/2000
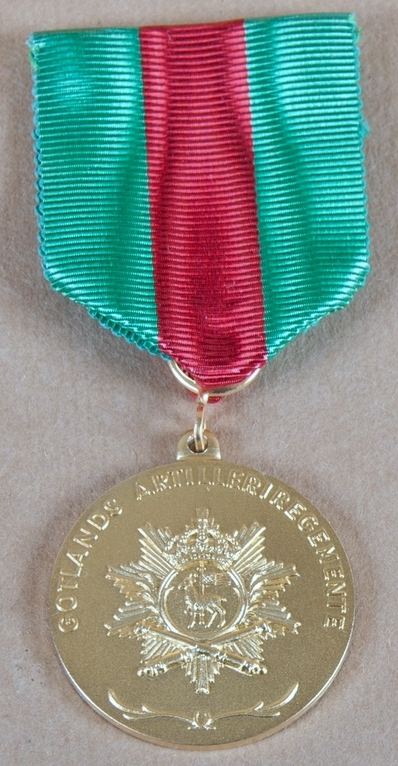
Förtjänstmedalj